# Ligue d'Oran de Football Association
 (février 2024).
- Si vous ne connaissez pas le sujet, laissez ce bandeau (vous pouvez alors contacter les auteurs).
- Si vous supprimez le contenu mis en cause (vous pouvez préalablement contacter les auteurs),

argumentez précisément cette suppression dans la page de discussion
(un manque de référence n'est pas un argument ; une recherche réelle de référence doit avoir été effectuée, être formellement documentée).
 (février 2024).
La Ligue d'Oranie de Football Association (LOFA), appelée également Ligue d'Oranie de football ou Ligue d'Oranie était une organisation de football en Algérie à l'époque coloniale française. Créée le 10 avril 1921, dans le but d'y développer le football dans le département d'Oran,,. Elle cessera toutes activités en 1962 après la fin de la Guerre d'Algérie qui consacra l'indépendance de l'Algérie et qui entraîna l'exode massif des colons vers la France signifiant l'abandon des clubs sportifs dirigés par les « colons » ainsi que leurs structures.
Affiliée à la Fédération française de football avec quatre autres ligues d'Afrique du Nord que sont les ligues : de Constantine, d'Alger, de Tunisie et du Maroc ; la Ligue d'Oranie possédait donc comme ses quatre consœurs le statut de « ligue ».
Ces ligues représentaient donc les principales régions de football en Afrique du Nord issues du découpage de l'administration coloniale française. Elles étaient très structurées et très hiérarchisés et organisaient des compétitions pour toutes les catégories d'âges en plus d'une dite « corporative » (catégorie ou championnat « corporative », ou entreprise), dont le plus haut niveau était appelé à partir de 1931 « Division d'Honneur ».

## Histoire

### Naissance du football au Maghreb
Le football voit le jour au Maghreb à Oran à la fin du xixe siècle. Le Club des Joyeusetés d'Oran fondé le 14 avril 1894 déclare sa section football le 10 juillet 1897. Le Club athlétique d'Oran fondé le 5 février 1897 déclare sa section football le même jour que le CDJ. Ainsi Oran est le berceau du football de l'Afrique française du Nord (actuellement Maghreb) et ces deux clubs sont les doyens.
Au début du xxe siècle, sont organisés les premières compétitions non officielles sous forme de tournois auto-organisés par les clubs participants. L'Union des sociétés françaises de sports athlétiques (créée en 1887 en France) fait son apparition en Afrique du Nord en 1913 et deviens le premier organisme officiel de football, elle sera rejointe puis remplacée en 1919 par la Fédération Française de Football Association fraîchement créée.

### Création de la LOFA
En 1919, les instances du football français d'Afrique du Nord décident de créer cinq ligues régionales que sont celles du Maroc, d'Oran, d'Alger, de Constantine et de Tunisie.
Ainsi, la Ligue d'Oran de Football Association (LOFA) est créé, le siège de la ligue est mis en place à Oran mais Monsieur Gaston Lisbonne, élu premier président de la ligue et qui est originaire de Sidi Bel Abbès décida de transférer la direction dans sa ville natale.

### Rébellion des clubs et création de la FNAFA (1925-1929)
En 1925 les clubs oranais avec certains clubs oraniens quittèrent la Ligue d'Oran de Football Association (LOFA) en protestations à la gestion de la ligue, ils donnèrent naissance à la Fédération nord-africaine de football association (FNAFA) dont le siège fut à Oran. Le siège de la ligue sera divisé entre les deux villes jusqu'au transfert définitif et total de la direction à Oran en 1930,.

### Réconciliation, transfert du siège et retour de la gestion totale de la LOFA
De 1925 à 1929 l'Oranie sera divisée entre deux ligues. En 1929, une commissions de réconciliation est créée et plusieurs réunions sont faits. Le 28 avril 1929, s'est lors de l'assemblé général extraordinaire des clubs de la LOFA qui s'est déroulé à Sidi Bel Abbès, il a été décidé par vote, le transfert du siège de la ligue à Oran. Le 28 mai 1929 dans l'une de ses réunions qui s'est déroulé à la salle du conseil municipal de l'hôtel de ville d'Oran, un accord est enfin trouvé, la FNAFA intègre la LOFA par fusion, par conséquent, le nom de la LOFA est maintenu par contre le siège est transféré de Sidi Bel Abbès à Oran, M. Gaston Lisbonne garde son poste de président.
La ligue d'Oran organisa et géra des compétitions de différents niveaux sur le Département d'Oran (Oranie) jusqu'à 1962, l'année de l'indépendance de l'Algérie. Son dernier président était Monsieur Marcel Bir qui dirigea la ligue de 1947 à 1962. Il est devenu le conseiller technique du premier bureau de la Fédération algérienne de football formé en 1962,.

## Organismes
La ligue d'Oran se composa de plusieurs Districts qui sont Oran, Mascara, Mostaganem, et Tlemcen ; auxquels se rajoutèrent Sidi Bel Abbès et Tiaret, s'ajouteront plus tard les districts de Perrégaux et Aïn Témouchent. La ligue est sous l'égide de l'Union des ligues nord-africaines de football dans le but de coordonner la gestion de leurs différents championnats. Elle organise et gère des compétitions de différents niveaux sur le Département d'Oran (Oranie) jusqu'aux années 1962. Les différents clubs de ces villes appartenant au département d'Oran étaient tous affiliés à la Ligue d'Oran de football.

## Règlements intérieurs
La ligue d'Oran organisa durant l'époque coloniale les championnats de cinq niveaux différents que sont: la Troisième Division, la Deuxième Division, la Première Division, la Promotion Honneur et la Division Honneur. Le plus haut degré de cette ligue amateur de football était la Division Honneur.
Le champion de cette division était qualifié la saison suivante à un tournoi inter-ligue de plus haut niveau appelé Championnat d'Afrique du Nord de football. Cette compétition qui porta le nom de "Challenge Steeg" (en hommage à l'ex gouverneur d'Algérie Théodore Steeg) puis "Challenge Louis Rivet" (en hommage au premier président de l'Union des Ligues) rassemblaient les champions des divisions honneurs des cinq ligues d'Afrique du Nord de football était organisée par contre par la Fédération française de football qui délégua à l'Union des ligues nord-africaines la gestion de celle-ci. Il en sera de même dans les années trente avec la création de la Coupe d'Afrique du Nord de football, construite sur le même modèle que celui de la Coupe de France de football. Il arrivait parfois que la Ligue d'Oran envoyait deux participants pour une même compétition car en général le tenant du titre avait l'honneur de défendre son titre.
Elle avait aussi la charge de l'organisation de la coupe départementale appelée Coupe d'Oranie, une compétition éliminatoire de type coupe qui concernait tous les clubs affiliés à la Ligue d'Oran.

## Bulletin d'informations
- Si vous ne connaissez pas le sujet, laissez ce bandeau (vous pouvez alors contacter les auteurs).
- Si vous supprimez le contenu mis en cause (vous pouvez préalablement contacter les auteurs),

argumentez précisément cette suppression dans la page de discussion
(un manque de référence n'est pas un argument ; une recherche réelle de référence doit avoir été effectuée, être formellement documentée).
La Ligue d'Oran de Football Association possédait son propre organe de diffusion, un journal sobrement appelé Oranie Football[réf. nécessaire]. Contrairement aux bulletins d'informations des autres ligues, celui d'Oran faisait partie d'un bulletin beaucoup plus large appelé Football et sports en Oranie et avait pour sous-titre Organe officiel de la Ligue Oranaise de Football Association. Il existait également d'autres organes de diffusions similaires dans les autres ligues régionales de football (Alger, Constantine, Maroc et Tunisie)[réf. nécessaire].

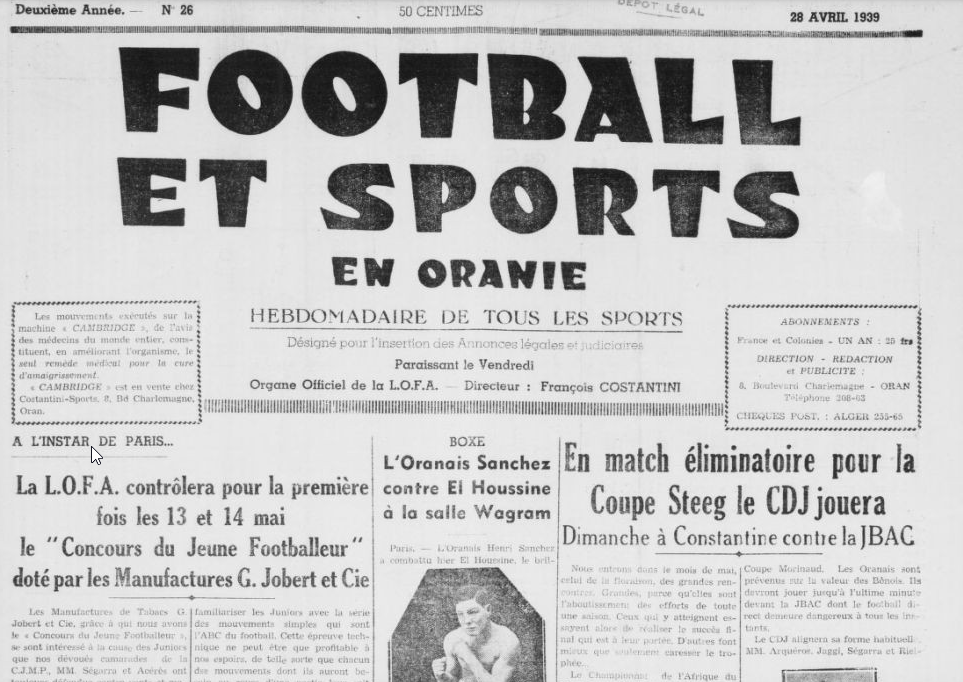
1re page d'un exemplaire de l'hebdomadaire Football et sports en Oranie (aujourd'hui disparu), organe officiel de la Ligue Oranaise de Football Association et diverses autres ligue, no 26, daté du vendredi 28 avril 1939.

Cet organe de diffusion paraissait à un rythme hebdomadaire chaque vendredi dans le journal Football et sports en Oranie. Dedans étaient retranscris tous les résultats des compétitions de toutes les divisions de la Ligue oranaise (commission des compétitions coupes et championnats). Il y avait également les résultats sportifs des compétitions de jeunes (commission des jeunes), du championnat corporatiste (commission corporative), des sélections régionales (équipes junior et senior d'Oran) ainsi que des compétitions inter-régionales comme le Championnat d'Afrique du Nord de football et la Coupe d'Afrique du Nord de football (que l'on pouvait suivre aussi dans l'organe de l'Union des ligues nord-africaines de football).

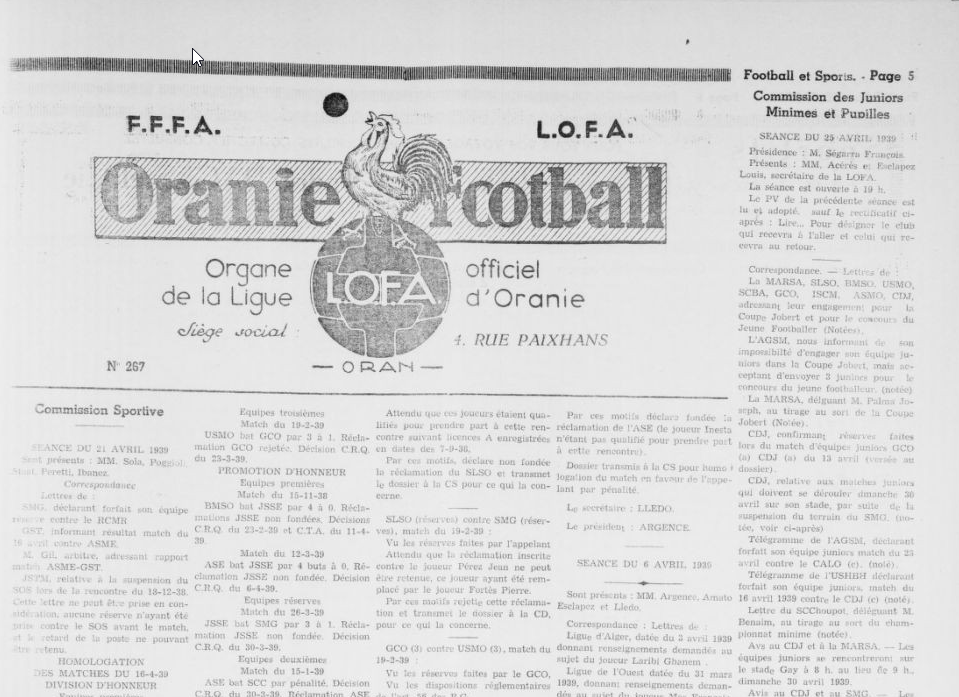
"Oranie Football", l'organe officiel de la Ligue Oranaise de Football Association, dans "Football et sport en Oranie" no 27, daté du vendredi 28 avril 1939.

On y retrouvait également toutes les décisions du Bureau de la Ligue, de la commission technique, de la commission des finances pour l'aspect financier, de la commission de discipline pour les avertissements et les convocations, de la commission de l'arbitrage pour la désignation des arbitres, de la commission des terrains et de la commission des licences pour les différentes « mutations » (les transferts de l'époque), de la commission médicale pour les surclassements de catégories.
Lorsque les clubs tunisiens et marocains se retirèrent des compétitions sportives françaises, les trois ligues algériennes de football que sont les Ligues d'Oranie, d'Alger et de Constantine, se rassemblèrent pour former l'Union des ligues algériennes de football. À la création de cette nouvelle ligue, il fut décidé qu'un organe officiel serait également édité pour retranscrire les résultats sportifs des compétitions sportives nouvellement créées (Coupe d'Algérie (époque coloniale) et Championnat d'Algérie CFA) dont cette ligue en avait la charge, sous la tutelle de la FFF. Toutefois, les ligues régionales historiques (Alger, Oran et Constantine) gardèrent leurs statuts de ligue régionale en continuant d'organiser les compétitions des niveaux inférieurs. Celles-ci conservèrent également leurs organes de diffusions qui restèrent actives jusqu'à l'indépendance. Le dernier numéro de cet hebdomadaire fut le no 1606, il parut un vendredi 2 février 1962, et marqua la fin d'une époque, celle du football colon. Il sera remplacé par l'organe officiel de la Fédération algérienne de football appelé Algérie Football, conçu de la même manière qu'Alger Football et dont le premier numéro paraîtra un samedi 5 janvier 1963.

## Palmarès du championnat de la Ligue d'Oranie
De 1919 à 1956 par la Ligue d'Oran de Football Association (LOFA) sous l'égide la Fédération française de football (FFF) et dont la compétition avait le statut de Division d'Honneur de la Ligue d'Oranie. Et de 1956 à 1962, seule la FFF gérait le championnat d'Oranie en particulier et le football algérien en général.[réf. nécessaire]
Le Palmarès du championnat d'Oranie est le suivant, :
| Saison | Champion             | Vice-champion    | Troisième                        | Source           |                  |
| --- | -------------------- | ---------------- | -------------------------------- | ---------------- | ---------------- |
| Division d'honneur |                      |                  |                                  |                  |                  |
| 1920-1921 | AS Marine d'Oran (1) | SC Bel-Abbès     | GC Oran                          | ,                |                  |
| 1921-1922 | SC Bel-Abbès (1)     | AS Marine d'Oran | FC Oran et Perrégaux GS          | ,                |                  |
| 1922-1923 | SC Bel-Abbès (2)     | AS Marine d'Oran | CAL Oran et GC Oran              | ,                |                  |
| 1923-1924 | SC Bel-Abbès (3)     | GC Oran          |                                  | ,                |                  |
| 1924-1925 | SC Bel-Abbès (4)     |                  |                                  |                  |                  |
| 1925-1926 | SC Bel-Abbès (5)     |                  |                                  |                  |                  |
| 1926-1927 | SC Bel-Abbès (6)     |                  |                                  |                  |                  |
| 1927-1928 | SC Bel-Abbès (7)     |                  |                                  |                  |                  |
| 1928-1929 | AS Marine d'Oran (2) | SC Bel-Abbès     |                                  | [ 31 ]           |                  |
| Division d'Excellence-A - LOFA / ULNAF / FFF                                                                            |                      |                  |                                  |                  |                  |
| 1929-1930 | CDJ Oran (1)         | SC Bel-Abbès     | CAL Oran et US Hammam Bou Hadjar | ,                |                  |
| 1930-1931 | CDJ Oran (2)         | JP Bel-Abbès     | SC Bel-Abbès et AS Eckmühl       | [ 34 ]           |                  |
| Division d'honneur - LOFA / ULNAF / FFF                                                                                 |                      |                  |                                  |                  |                  |
| 1931-1932 | GC Oran (1)          | USM Oran         | CDJ Oran                         | ,                |                  |
| 1932-1933 | USM Oran (1)         | AS Marine d'Oran | CDJ Oran                         | [ 37 ]           |                  |
| 1933-1934 | CDJ Oran (3)         | USM Oran         | AS Marine d'Oran                 | [ 38 ]           |                  |
| 1934-1935 | USM Oran (2)         | SC Bel-Abbès     | CDJ Oran                         | [ 39 ]           |                  |
| 1935-1936 | GC Oran (2)          | IS Mostaganem    | AS Marine d'Oran                 | [ 40 ]           |                  |
| 1936-1937 | CDJ Oran (4)         | SC Bel-Abbès     | CAL Oran                         | [ 41 ]           |                  |
| 1937-1938 | CDJ Oran (5)         | SS Marsa         | AS Marine d'Oran                 | ,                |                  |
| 1938-1939 | CDJ Oran (6)         | AS Marine d'Oran | SS Marsa                         | [ 44 ]           |                  |
| Challenge de Guerre (Championnat remplacé par le Challenge de Guerre de 1939 à 1946 en raison de la 2e guerre mondiale) |                      |                  |                                  |                  |                  |
| 1939-1940* | AS Marine d'Oran (3) | USM Bel Abbès    |                                  |                  |                  |
| 1940-1941* | AS Marine d'Oran (4) | USM Oran         | SC Bel-Abbès                     | ,                |                  |
| 1941-1942 | CDJ Oran (7)         | GC Oran          | USM Oran                         | ,                |                  |
| 1942-1943* | USM Oran (2)         |                  |                                  | [ 49 ]           |                  |
| 1943-1944* | USM Oran (3)         |                  |                                  | [ 50 ]           |                  |
| 1944-1945* | USM Oran (4)         |                  |                                  |                  |                  |
| 1945-1946* | FC Oran (1)          | CDJ Oran         | AGS Mascara IS Mostaganem        | ,                |                  |
| Division d'honneur - LOFA / ULNAF / FFF                                                                                 |                      |                  |                                  |                  |                  |
| 1946-1947 | SC Bel-Abbès (8)     | CDJ Oran         | CAL Oran                         | ,                |                  |
| 1947-1948 | FC Oran (2)          | SC Bel-Abbès     | AGS Mascara                      | ,                |                  |
| 1948-1949 | USM Oran (5)         | SS Marsa         | FC Oran                          | ,                |                  |
| 1949-1950 | USM Oran (6)         | USM Bel Abbès    | AS Marine d'Oran                 | ,                |                  |
| 1950-1951 | GC Mascara (1)       | USM Oran         | SC Bel-Abbès                     | ,                |                  |
| 1951-1952 | SC Bel-Abbès (9)     | USM Oran         | FC Oran                          | [ 63 ]           |                  |
| 1952-1953 | SC Bel-Abbès (10)    | USSC Témouchent  | USM Oran                         | ,                |                  |
| 1953-1954 | SC Bel-Abbès (11)    | USSC Témouchent  | USM Oran                         | ,                |                  |
| 1954-1955 | SC Bel-Abbès (12)    | USM Oran         | SS Marsa                         | [ 68 ]           |                  |
| 1955-1956 | SC Bel-Abbès (13)    | USM Bel Abbès    | GC Oran                          | ,                |                  |
| Arrêt de l'activité des clubs musulmans                                                                                 |                      |                  |                                  |                  |                  |
| Division d'honneur - LOFA / FFF                                                                                         |                      |                  |                                  |                  |                  |
| 1956-1957 | SC Bel-Abbès (14)    |                  |                                  |                  |                  |
| 1957-1958 | CAL Oran (1)         | SC Bel-Abbès     |                                  |                  |                  |
| 1958-1959 | SC Bel-Abbès (15)    | CAL Oran         |                                  |                  |                  |
| 1959-1960 | AGS Mascara (1)      | USSC Témouchent  | CDJ Oran                         |                  |                  |
| 1960-1961 | USSC Témouchent (1)  | RC Tlemcen       | RC Relizane                      |                  |                  |
| 1961-1962 | Saison inachevée     | Saison inachevée | Saison inachevée                 | Saison inachevée | Saison inachevée |

* : Pas de Ligue d'Oran de 1939 à 1941 et de 1943 à 1946 pour cause de la Seconde Guerre mondiale. Un critérium nommé Challenge de Guerre est organisé à la place qui apparemment est compté avec la Ligue d'Oranie.

## Coupe d'Oranie de football
C'est une compétition de football ouverte aux clubs du département d’Oran de l'époque coloniale. Créée en 1920, elle a été remplacée en 1956 par la Coupe d'Algérie (époque coloniale).